# ヤクスト川

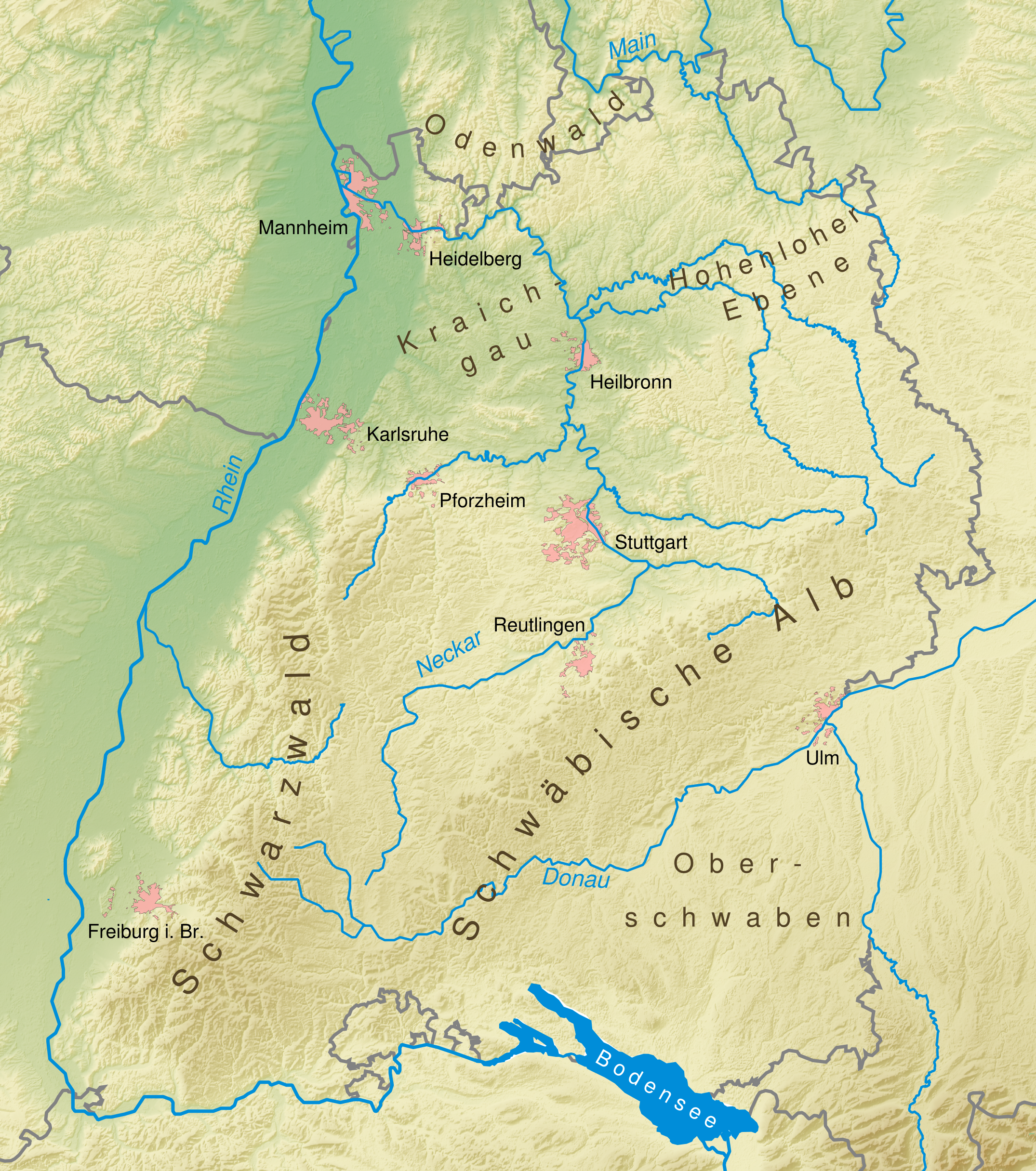
ヤクスト川と周辺の水系 図右上に「Hohenloher」という文字と重なってへの字型に流れているのがヤクスト川、すぐ南には「Ebene」という文字と重なってコッハー川が並行している。図の領域はほぼバーデン＝ヴュルテンベルク州と重なる。

ヤクスト川（ヤクストがわ、Jagst）は、ドイツ、バーデン＝ヴュルテンベルク州を流れる全長203kmの川で、激しく蛇行してネッカー川右岸に合流する支流である。

## 地理
水源は、オストアルプ郡ウンターシュナイトハイムのヴァルクスハイム地区のやや南西に位置する。

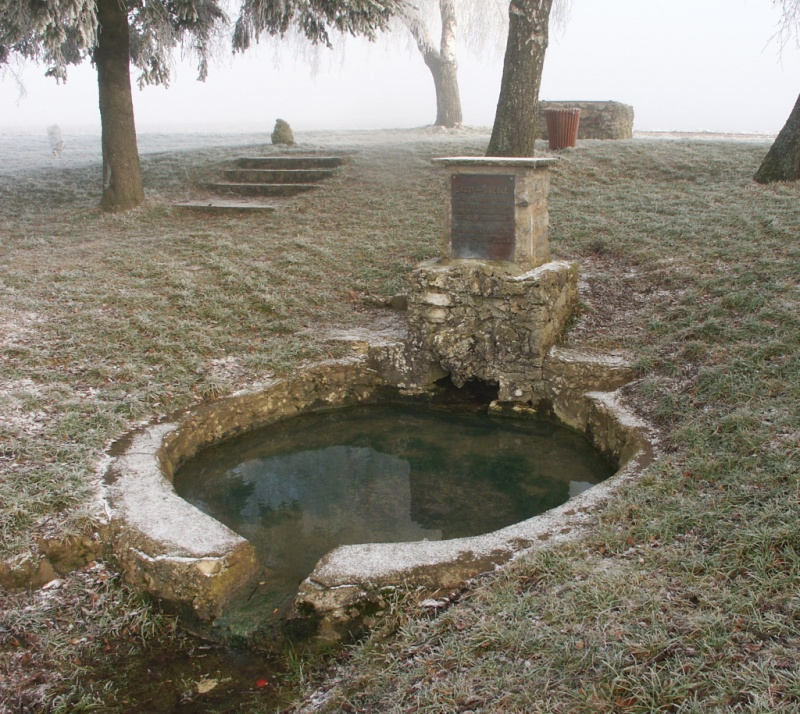
水源

ここからヤクスト川は、ヴュルテンベルク地方北部を流れ下り、最初南西方向に流れた後、シュヴェービッシェ・アルプの北東麓に位置するラウフハイムを頂点として小さく右回りに半円を描く。ヴェストハウゼンでは、コッハー川とわずか4.3kmの距離で並行に流れるが、その後再び離れる。エルヴァンゲンの3km上流に洪水防止のための水量調整用貯水湖ブーフ湖がある。ここからホーヘンローエ平野をめざして北西に流れ、平野に出ると、最後に大きく弧を描いて蛇行をし、西に向かって流れる。クライルスハイムとヘッセナウの間は、狭い谷になっており、一定の流れになりにくい場所である。川は右に左に向きを変えて蛇行を繰り返し、その攻撃斜面（凹岸側）は大変急勾配になる。そこでは珍しい動植物が、価値の高い、人の踏み込みにくいビオトープを生成している。デルツバッハからドゥッテンベルクまで急な南斜面では一部ブドウ畑になっている場所もある。ほとんどは階段状で耕地整理のできない土地である。細分された急斜面のブドウ畑は、近年急速に減少しており、貴重なビオトープが形成されている。ヤクストハウゼンではヤクスト川はコッハー川に1.6kmまで接近する。この川はバート・フリードリヒスハルのヤクストフェルト地区でネッカー川に合流する。ヤクスト川の河口はバート・ヴィンプフェンの町の上流1kmの地点でもある。
ネッカー川上流側（南側）にわずか数kmのバート・フリードリッヒスハレのコンッヘンドルフ地区にコッハー川からネッカー川に注ぐ流路がある。両者は、50km以上の間を、1.6から10kmほどの距離を保って並行に流れており、「Zwillingsflüsse （双子の川）」と呼ばれることがある。どちらの川もその渓谷は、特にサイクリングツアーの愛好者にとっては、魅力に富んでおり、シュヴェービッシェ・アルプからシュペッサルト山地やオーデンヴァルトの中低山地への移行する箇所にあたる、地質学的にも興味深い場所である。これらのシュヴェービッシュ＝フレンキッシェ台地（標高約400m程度）は中生代初期の三畳紀のムシェルカルク質の土地である。

## 環境

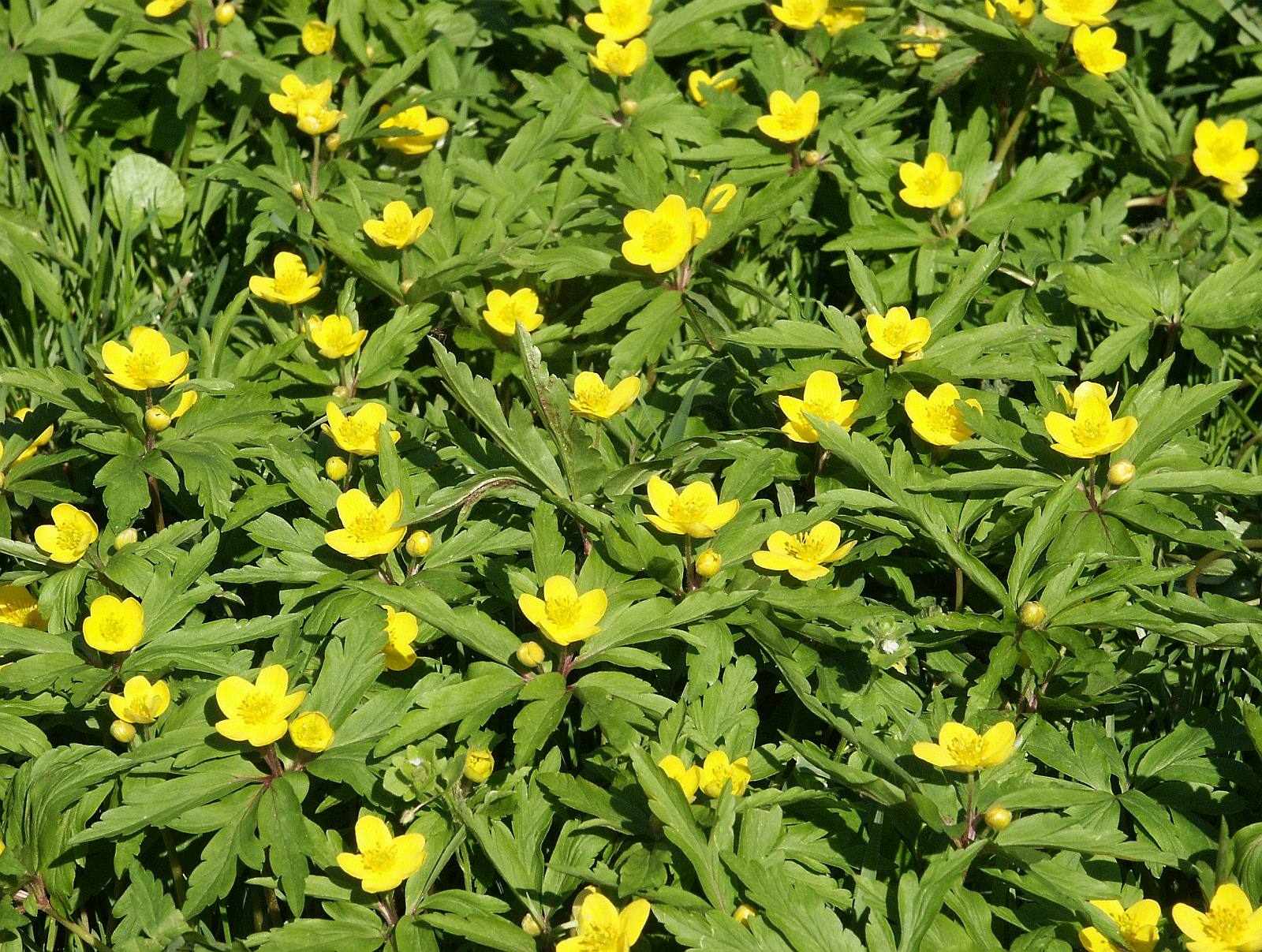
キバナイチゲAnemone ranunculoides

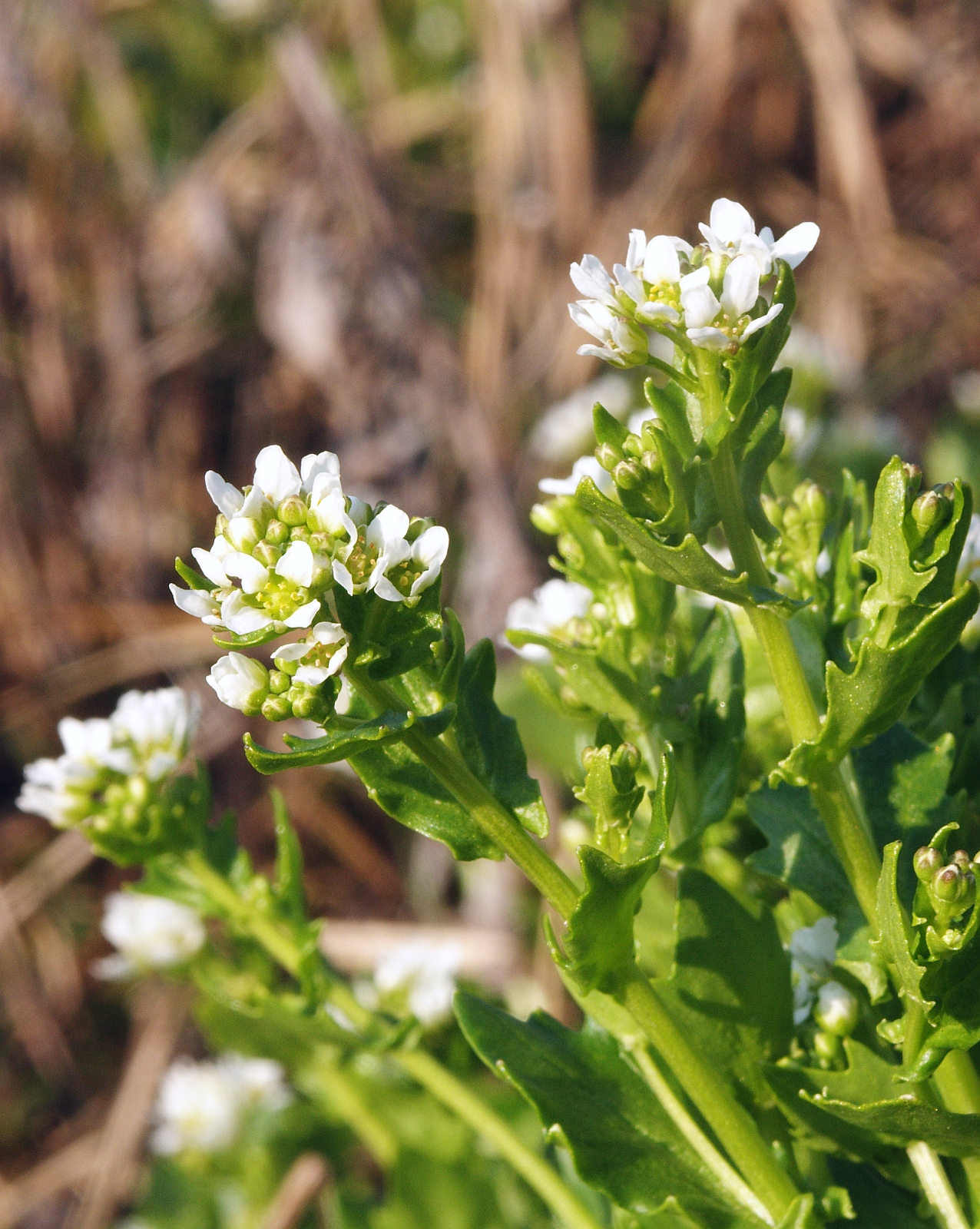
Cochlearia pyrenaica

### 動物
ヤクスト川に沿った渓谷の階段状の斜面の森にはアオサギの繁殖コロニーが見られる。しかし、人の侵入により繰り返し妨害され、コロニーの位置は移動している。カワセミは、巣穴を掘るのに切り立った川岸を必要とするため、ヤクスト川を営巣地とし、デルツバッハでは、シュバシコウが毎年産卵しているのが観察されている。
ドイツに生息する2種類のÖstlichen Grille（コオロギの仲間、Modicogryllus frontalis）の一つがデルツバッハとクラウトハイムの間の斜面に生息している。
数種のコウモリがヤクスト渓谷におり、巣を作っていることが証明されている。コウライクビワコウモリ（Eptesicus serotinus）、Pipistrellus pipistrellus、Myotis myotisなどがいる。

### 植物
ヤクスト渓谷中流域には夏の乾燥に適応した典型的な植物相が見られる。チャボアザミ（Carlina acaulis）、リンドウの仲間（Gentiana cruciata）、ハクサンチドリの仲間（Orchis mascula）、セイヨウオキナグサ（Pulsatilla vulgaris）がある。森の中ではママコナの仲間（Melampyrum arvense）もそれほど珍しくない。森の中や周辺でもっとよく見られるのは、アルム（Arum）、キバナイチゲ（Anemone ranunculoides）、ヤブイチゲ（Anemone nemorosa）、ヘレボルスの仲間（Helleborus foetidus）であり、ここはこれら植物の主な分布域の東端にあたる。ヘレボルスの仲間Helleborus orientalisのかなり大きなコロニーは森にとって外来種が定着した物。Leucojum vernumもおそらく在来種ではない。特徴的なのはトモシリソウの仲間（Cochlearia pyrenaica）である。これは、バーデン＝ヴュルテンベルク州北部ではヤクスト渓谷にしかない植物である。Orchis pallensはおそらく20世紀の初めに、アツモリソウ（Cypripedium calceolus）は1980年代の終わりにヤクスト渓谷中流域では絶滅してしまった。Orchis pallensは、近くの上流域に生息している。ヤクスト川の流れが緩やかなところでは、コウホネの仲間（Nuphar lutea）が生息している。流れが平らな箇所では、川いっぱいにカヤツリグサの仲間（Schoenoplectus lacustris）が生育している。

## 流域の施設

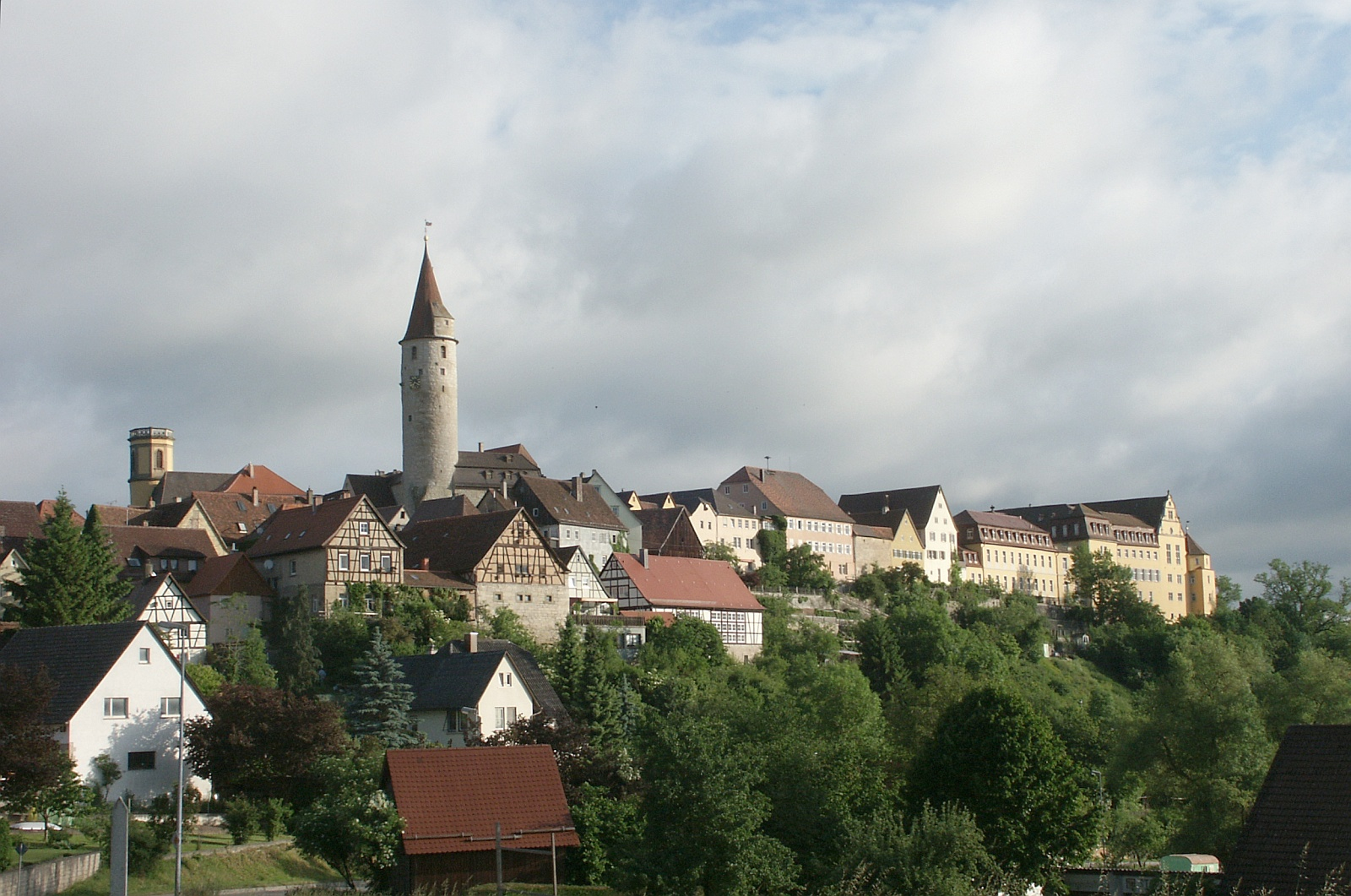
キルヒベルク旧市街

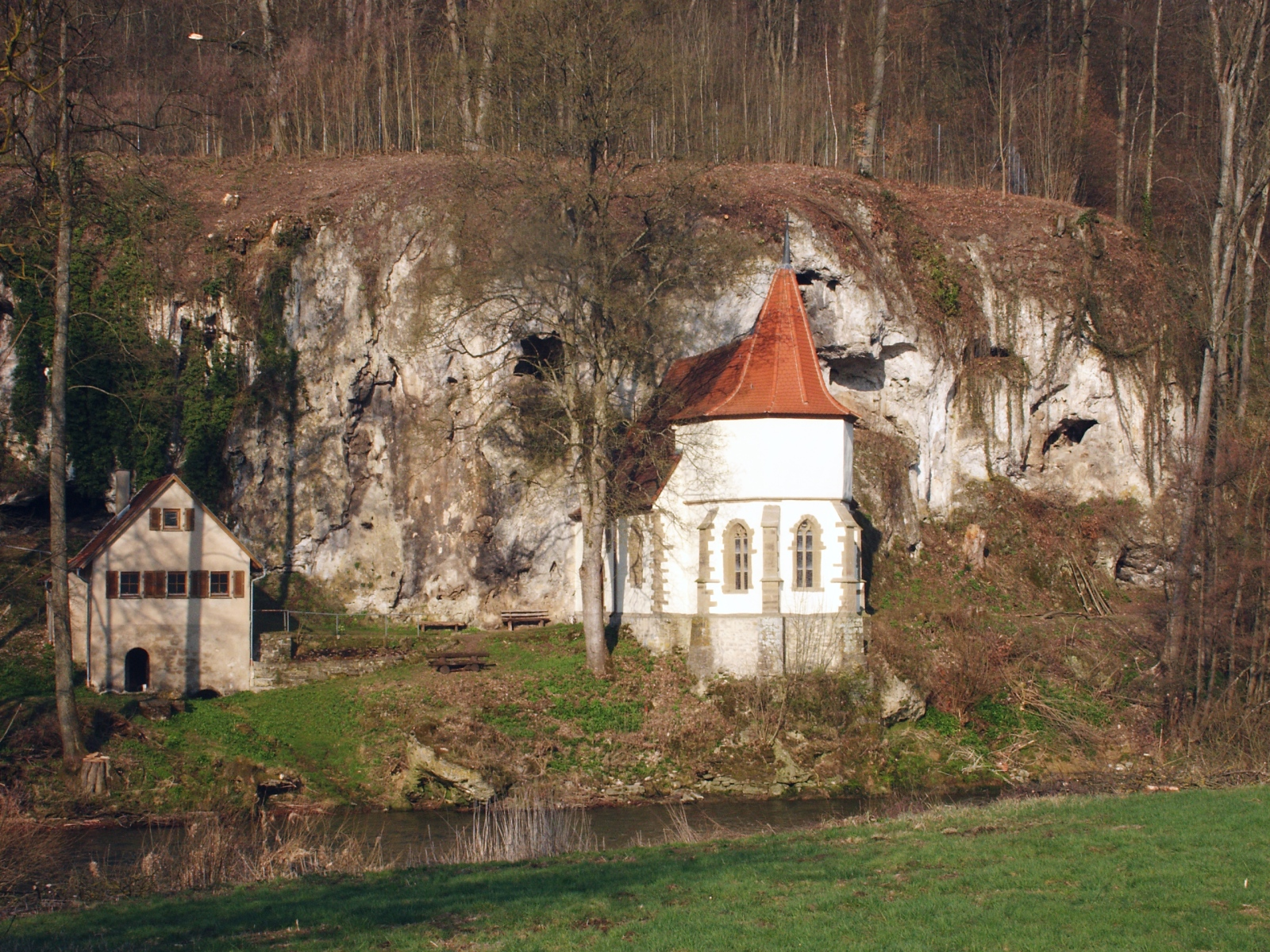
デルツバッハのザンクト・ヴェンデル・ツム・シュタイン礼拝堂

- ランゲンブルク城 - ホーヘンローエ＝ランゲンブルク家の居城。
- ウンターレーゲンバッハ教会の地下礼拝堂
- ゲッツェンベルク城 - ヤクストハウゼンにあるゲッツ・フォン・ベルリヒンゲンの城。
- シェーンタールのシトー会修道院
- エルヴァンゲンの聖フィトゥスのバシリカおよびシェーネンベルク教会
- クラウトハイム城
- キルヒベルク・アン・デア・ヤクストの旧市街
- ホーエバッハのユダヤ人墓地
- デルツバッハのザンクト・ヴェンデル・ツム・シュタイン礼拝堂
- レオフェルス城趾

## 流域の都市
- 上流域
  - ラウフハイム
  - ヴェストハウゼン
  - エルヴァンゲン
  - ヤクストツェル
- 中流域
  - クライルスハイム
  - キルヒベルク
  - ゲーラブロン
  - ランゲンブルク
  - デルツバッハ
- 下流域
  - クラウトハイム
  - ヤクストハウゼン - ゲッツ・フォン・ベルリヒンゲンの故地。
  - ヴィッデルン - バーデン＝ヴュルテンベルク州で2番目に小さな町。
  - メックミュール - 北側からゼックアハ側が合流してくる。鉄道が通じている。
  - ノイデナウ - 河口まで10km。